# Józef Rybak

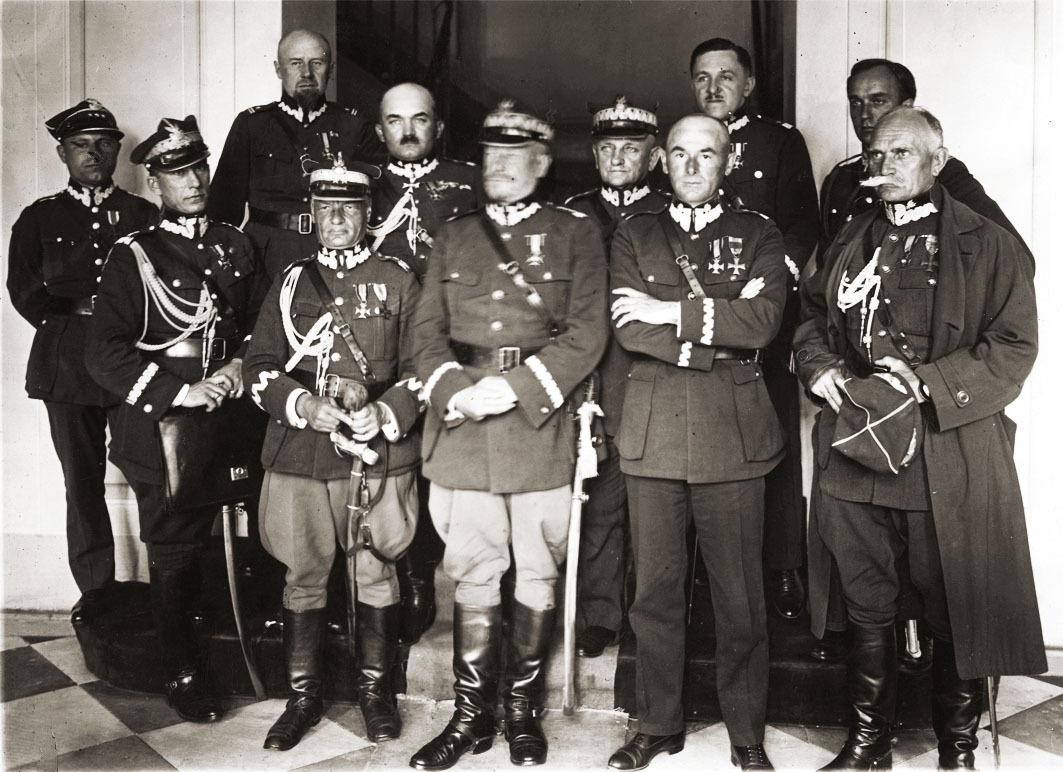
Konferencja inspektorów armii w Warszawie, początek 1926. Pierwszy rząd od lewej: gen. Mieczysław Norwid-Neugebauer, gen. Jan Romer, gen. Lucjan Żeligowski, gen. Edward Śmigły-Rydz, gen. Aleksander Osiński. Drugi rząd od lewej: NN, mjr Aleksander Prystor, gen. Józef Rybak, gen. Leonard Skierski, gen. Tadeusz Piskor, płk Tadeusz Kasprzycki

Józef Artur Rybak (ur. 7 kwietnia 1882 w Delatynie, zm. 8 maja 1953 w Krakowie) – generał dywizji Wojska Polskiego, inspektor armii, kawaler Orderu Virtuti Militari.

## Życiorys
Urodził się 7 kwietnia 1882 w Delatynie, w ówczesnym powiecie nadwórniańskim Królestwa Galicji i Lodomerii, w rodzinie Leona, lekarza, i Emilii z Goeblów. Był wyznania ewangelicko-reformowanego.
W 1897 ukończył niższe gimnazjum niemieckie w Bielsku, a w 1901 Szkołę Kadetów Artylerii w Wiedniu. Razem z Rudolfem Prichem został mianowany na stopień kadeta-zastępcy oficera ze starszeństwem z 1 września 1901 i wcielony do Pułku Artylerii Korpuśnej Nr 1 w Krakowie. Na stopień porucznika został mianowany ze starszeństwem z 1 listopada 1902 w korpusie oficerów artylerii.
Jako oficer zawodowy artylerii przeszedł kolejne szczeble dowódcze i sztabowe w Krakowie i Sarajewie. W latach 1905–1907 był słuchaczem Szkoły Wojennej w Wiedniu. Na stopień nadporucznika został mianowany ze starszeństwem z 31 października 1907 (awans z wyboru). W tym samym roku, po ukończeniu studiów i otrzymaniu tytułu oficera przydzielonego do Sztabu Generalnego, został skierowany do Dyrekcji Artylerii Komendy Wojskowej w Zadarze, pozostając oficerem nadetatowym Pułku Artylerii Korpuśnej Nr 1. Później pełnił obowiązki szefa sztabu twierdzy Mostar. W 1908 został przydzielony do Biura Kolejowego Sztabu Generalnego w Wiedniu, które zajmowało się sprawami transportu i zaopatrzenia armii. Przydział do Sztabu Generalnego generał Rybak uważał za wyróżnienie z tytułu jego kwalifikacji i wyników pracy. W Biurze Kolejowym pełnił służbę przez sześć miesięcy, a jego przełożonym był kpt. SG Józef Schneider. W międzyczasie (6 kwietnia 1908) jego oddział macierzysty został przemianowany na Pułk Haubic Polowych Nr 1.
1 marca 1909 mianowany został szefem Oddziału II Komendy I Korpusu w Krakowie. W maju 1911 awansowany na kapitana i przeniesiony na stanowisko szefa Oddziału III w tej samej komendzie korpusu. 20 lipca 1914 powierzono mu funkcję delegata Sztabu Generalnego i Naczelnej Komendy Armii przy oddziałach strzeleckich. 2 sierpnia 1914 r. za zgodą przełożonych J. Rybak jako oficer prowadzący agenta wywiadu Józefa Piłsudskiego wydał mu zgodę na przeprowadzenie mobilizacji Związku Strzeleckiego i Polskich Drużyn Strzeleckich. J. Rybak 15 sierpnia 1914 r. wyznaczony został na stanowisko szefa Oddziału II Komendy 1 Armii. Następnie pełnił funkcje zastępcy szefa sztabu 57 Dywizji Piechoty i szefa sztabu 59 Dywizji Piechoty. Na stopień majora został mianowany ze starszeństwem z 1 lutego 1916. 1 sierpnia 1917 został zastępcą szefa sztabu generalnego gubernatora lubelskiego. 1 maja 1918 awansował na podpułkownika. Od września do listopada 1918 był szefem sztabu 58 Dywizji Piechoty na froncie włoskim nad Piawą.
W Wojsku Polskim od listopada 1918. Listopad – grudzień 1918 szef Polskiej Wojskowej Komisji Likwidacyjnej przy c. i k. Ministerstwie Wojny w Wiedniu. 10 grudnia 1918 powrócił do Warszawy i objął stanowisko szefa Oddziału VI Informacyjnego Sztabu Generalnego. 10 marca 1919 mianowany został szefem Departamentu I Mobilizacyjno-Organizacyjnego Ministerstwa Spraw Wojskowych. 10 marca 1920, w ramach reorganizacji ministerstwa, powierzono mu stanowisko szefa Oddziału I Organizacyjno-Mobilizacyjnego Sztabu MSWojsk. Odegrał istotną rolę w czasie wojny z bolszewikami 1920. Był dowódcą Grupy Operacyjnej w 3 Armii (kwiecień – lipiec) i szefem sztabu 4 Armii (lipiec – październik). 29 maja 1920 został zatwierdzony z dniem 1 kwietnia 1920 w stopniu pułkownika, w artylerii, w grupie oficerów byłej armii austriacko-węgierskiej. 10 października 1920 został szefem delegacji Wojska Polskiego w Komisji Porozumiewawczej w Baranowiczach i Rozjemczej w Mińsku.
30 stycznia 1921 roku został szefem Biura Ścisłej Rady Wojennej – II zastępcą szefa Sztabu Generalnego. 13 grudnia 1921 wyznaczony został na stanowisko I zastępcy szefa Sztabu Generalnego w Warszawie. 3 maja 1922 roku został zweryfikowany w stopniu generała brygady ze starszeństwem z 1 czerwca 1919 roku i 34. lokatą w korpusie generałów. 4 czerwca 1924 roku mianowany został dowódcą Okręgu Korpusu Nr IX w Brześciu. Na tym stanowisku 1 grudnia 1924 roku awansował na generała dywizji ze starszeństwem z 15 sierpnia 1924 roku i 10. lokatą w korpusie generałów. 31 lipca 1926 roku Prezydent RP Ignacy Mościcki zwolnił go ze stanowiska dowódcy okręgu korpusu i mianował inspektorem armii z siedzibą w Warszawie. 10 sierpnia 1930 roku prezydent RP zwolnił go ze stanowiska inspektora armii i przeniósł do dyspozycji ministra spraw wojskowych z zachowaniem dotychczasowego dodatku służbowego. Z dniem 31 grudnia 1930 roku przeniesiony został, na własną prośbę, w stan spoczynku.
Zamieszkał pod Brześciem, gdzie gospodarował na zakupionym folwarku. W czasie okupacji nie brał udziału w ruchu oporu, mimo to krótko więziło go gestapo. W 1945 zgłosił się do służby w ludowym Wojsku Polskim. Nie został przyjęty ze względu na wiek. Prowadził w Krakowie warsztat ślusarski. Zmarł 8 maja 1953 roku w Krakowie. Został pochowany na cmentarzu Rakowickim.
21 maja 1940 w Zborze Ewangelicko-Reformowanym w Warszawie zawarł związek małżeński z Ireną Marią z Matułów Rustowską (1895–1987).

## Wspomnienia
Autor sygnowanych przez niego wspomnień, napisanych przez inną osobę, odsłaniających kulisy współpracy kierownictwa polskich organizacji niepodległościowych z wywiadem Austro-Węgier. W 1992 roku Piotr Stawecki przeprowadził analizę porównawczą „Pamiętników generała Rybaka” z odnalezionymi przez niego w Centralnym Archiwum Wojskowym pięcioma protokołami przesłuchania generała Rybaka w charakterze świadka, przeprowadzonymi w Warszawie, w dniu 27 września przez podprokuratora Zbigniew Witkowskiego oraz w dniach 7 października, 8 października (dwukrotnie) i 12 listopada 1949 roku przez Gustawa Auscalera, wówczas wiceprokuratora Sądu Apelacyjnego w Krakowie, delegowanego do Ministerstwa Sprawiedliwości w Warszawie. Piotr Stawecki zwrócił się do Jana Kancewicza, autora posłowia „Pamiętników” z prośbą o wyjaśnienie wątpliwości, co do ich autorstwa. W odpowiedzi uzyskał informację, że „przed śmiercią Rybak był aresztowany przez władze bezpieczeństwa, ale ze względu na zły stan zdrowia wkrótce go zwolniono. Na polecenie Jakuba Bermana, dziennikarz Arnold Mostowicz spisywał wspomnienia Rybaka, który będąc ciężko chory mógł jedynie je dyktować”.
Wspomnienia ukazały się w tygodniku „Świat”, w roku 1954 zostały wydane przez wydawnictwo „Czytelnik”. To wydanie zawiera następujące rozdziały:
- I. Dowództwo okazuje zainteresowanie moją osobą
- II. Rozmowa z majorem Ronge i niezwykła nominacja
- III. Krakowskie początki. Zaczynam interesować się polityką
- IV. Pierwsze kontakty z „Konfidentem S” i dwóch „Stefanów”
- V. Tajemnicze aresztowanie Sławka
- VI. Piłsudski wyjaśnia
- VII. „Strzelec” i jego sukcesy w kontrwywiadzie
- VIII. Moje nowe plany i przełamanie megalomanii Piłsudskiego
- IX. Otrzymuję rozkaz zorganizowania legionów
- X. Koniec mojej koncepcji legionowej i kilka uwag strategicznych
- XI. Moje pierwsze przeżycia na froncie
- XII. Dalsze perypetie na froncie i moja osobista klęska
- XIII. Moje przeżycia na froncie bałkańskim
- XIV. Wracam na front wschodni
- XV. Ostatnie dni wojny
- XVI. Spotykam się z Piłsudskim
- XVII. Organizuję Wojsko Polskie
- XVIII. Mój udział w kampanii 1920 roku
- XIX. Kilka koniecznych wyjaśnień
- XX. Kilka uwag o wypadkach majowych i moje odejście z wojska
- XXI. Okres okupacji i dziesiątki propozycji
- XXII. Poprawki do „Poprawek”
- Dlaczego milczałem?
- Posłowie.

## Ordery i odznaczenia
- Krzyż Srebrny Orderu Wojskowego Virtuti Militari (1921)[20]
- Krzyż Komandorski Orderu Odrodzenia Polski (7 listopada 1925)[21]
- Krzyż Oficerski Orderu Odrodzenia Polski (2 maja 1922)[22][23]
- Krzyż Walecznych (dwukrotnie)
- Medal Pamiątkowy za Wojnę 1918–1921[3]
- Medal Dziesięciolecia Odzyskanej Niepodległości[3]
- Odznaka Pamiątkowa Generalnego Inspektora Sił Zbrojnych
- Wielki Oficer Orderu Gwiazdy Rumunii (1923)[24]
- Komandor Orderu Korony Włoch (Włochy, 22 stycznia 1923)[25]
- Krzyż Wielki Orderu św. Sawy (Jugosławia, 1929)[26]
- Order Krzyża Wolności III klasy (Estonia)
- Kawaler Orderu Legii Honorowej (Francja, 1921)[27]